# Thames Valley
Thames Valley er et generelt navn for området i England som Themsen løber gennem, men bruges også mere specifikt om en region bestående af Berkshire, Buckinghamshire (inkluderet Milton Keynes) og Oxfordshire.
Området begyndte at blive et kendt turistmål efter at bogsuccessen Three Men in a Boat af forfatteren Jerome K. Jerome kom ud i 1889.
Den mest kendte brug af navnet er Thames Valley Police, men der findes også et Thames Valley Chamber of Commerce, som er en erhvervsforening i regionen, Thames Valley Business Partnership og Thames Valley University.
Området ligger i en Britain in Bloom-region som kaldes Thames and Chiltern, som markedsføres under et som turistmål.

## Større byer i regionen
- Abingdon
- Aylesbury
- Banbury
- Faringdon
- High Wycombe
- Maidenhead
- Milton Keynes
- Reading
- Oxford
- Slough
- Wokingham

51°30′N 1°00′V / 51.5°N 1°V